# Mark Gevisser
Mark Gevisser (* 11. November 1964) ist ein südafrikanischer Journalist, Sach- und Drehbuchautor.
Gevisser studierte in Yale und schloss sein Studium der Komparatistik 1984 mit magna cum laude ab. Er arbeitete als Journalist für The Village Voice und The Nation. 1990 kehrte er in sein Heimatland Südafrika zurück.
Gemeinsam mit dem Richter und AIDS-Aktivisten Edwin Cameron verfasste er 1994 das Sachbuch Defiant Desire über das schwule und lesbische Leben in Südafrika. Er schrieb das Drehbuch und produzierte die Dokumentation The Man Who Drove with Mandela. Der Film erzählt die Geschichte des weißen schwulen Johannesburger Theaterdirektors Cecil Williams, der 1962 versuchte, Nelson Mandela verkleidet als seinen Chauffeur zurück nach Johannesburg zu schmuggeln. Die Dokumentation gewann den Teddy Award bei der Berlinale 1999.
Am bekanntesten ist Gevisser als Biograph des ehemaligen südafrikanischen Präsidenten Thabo Mbeki, über den er zahlreiche Zeitungsartikel und zwei Bücher verfasste. Seine Mbeki-Biographie The Dream Deferred gewann 2008 den Alan Paton Award. Er arbeitet als Journalist für verschiedene in- und ausländische Zeitungen und als Auslandskorrespondent für The Nation. Im Jahr 2009 war er writer-in-residence der University of Pretoria und unterrichtete dort Journalismus.
Gevisser lebt mit seinem Partner in Frankreich und Südafrika.

## Auszeichnungen
- 2008: Alan Paton Award für Thabo Mbeki: The Dream Deferred

## Werke
- Defiant Desire, Gay and Lesbian Lives In South Africa. Routledge, 1994.
- Portraits of Power: Profiles in a Changing South Africa. David Philip, 1996.
- Thabo Mbeki: The Dream Deferred. Jonathan Ball, 2007.
- A Legacy of Liberation: Thabo Mbeki and the Future of the South African Dream. Palgrave Macmillan, 2009.
- Lost and Found in Johannesburg. A Memoir. Farrar, Straus & Giroux, 2014.
- The Pink Line: Journeys Across the World's Queer Frontiers. Farrar, Straus & Giroux, 2020.

## Filme
- 1999: The Man Who Drove with Mandela